# Maderanertal
Maderanertal är en dal i Schweiz.   Den ligger i kantonen Uri, i den centrala delen av landet, 100 km öster om huvudstaden Bern.
Trakten runt Maderanertal består i huvudsak av gräsmarker. Runt Maderanertal är det ganska glesbefolkat, med 22 invånare per kvadratkilometer.